# Фукуока (княжество)
Фукуока (яп. 福岡藩 фукуока-хан) — феодальное княжество (хан) в Японии периода Эдо (1603—1867), в провинции Тикудзэн региона Кюсю.

Камон рода Курода

Административный центр — город Фукуока уезда Нака (современный город Фукуока префектуры Фукуока). Другие названия: Курода-хан (яп. 黒田藩), Тикудзэн-хан (яп. 筑前藩). Доход: 473 000 коку.
Управлялся родом Курода, принадлежавшим к тодзама и имевшим статус правителя провинции (яп. 国主). Главы рода имели право присутствовать в большом зале аудиенций сёгуна.
Дочерние княжества — Акидзуки и Торэндзи. Ликвидировано в 1871 году.

## Правители
| №  | Имя             | Имя      | Годы      | Ранг, титул                | Примечания                   |
| -- | --------------- | -------- | --------- | -------------------------- | ---------------------------- |
| 1  | Курода Нагамаса | 黒田長政 | 1600—1623 | 従四位下 甲斐守 → 筑前守   | Старший сын Куроды Ёситаки   |
| 2  | Курода Тадаюки  | 黒田忠之 | 1623—1654 | 従四位下 筑前守            | Старший сын Куроды Нагамасы  |
| 3  | Курода Мицуюки  | 黒田光之 | 1654—1688 | 従四位下 右京大夫          | Старший сын Куроды Тадаюки   |
| 4  | Курода Цунамаса | 黒田綱政 | 1688—1711 | 従四位下 肥前守            | Четвёртый сын Куроды Мицуюки |
| 5  | Курода Нобумаса | 黒田宣政 | 1711—1719 | 従四位下 肥前守            | Второй сын Куроды Цунэмасы   |
| 6  | Курода Цугутака | 黒田継高 | 1719—1769 | 従四位下 筑前守            | Старший сын Куроды Нагакиё   |
| 7  | Курода Харуюки  | 黒田治行 | 1769—1781 | 従四位下 筑前守 侍従       | Второй сын Токугавы Мунэтады |
| 8  | Курода Харутака | 黒田治高 | 1782      | 従四位下 筑前守 侍従       | Третий сын Кёгоку Такаёси    |
| 9  | Курода Наритака | 黒田斉隆 | 1782—1795 | 従四位下 筑前守 侍従       | Второй сын Токугавы Харусады |
| 10 | Курода Нарикиё  | 黒田斉清 | 1795—1834 | 従四位下 備前守 侍従       | Сын Куроды Наритаки          |
| 11 | Курода Нагахиро | 黒田長溥 | 1834—1869 | 従二位 美濃守              | Девятый сын Симадзу Сигэхидэ |
| 12 | Курода Нагатомо | 黒田長知 | 1834—1869 | 正二位 下野守 左近衛権少将 | Второй сын Тодо Такаюки      |